# Via Augusta

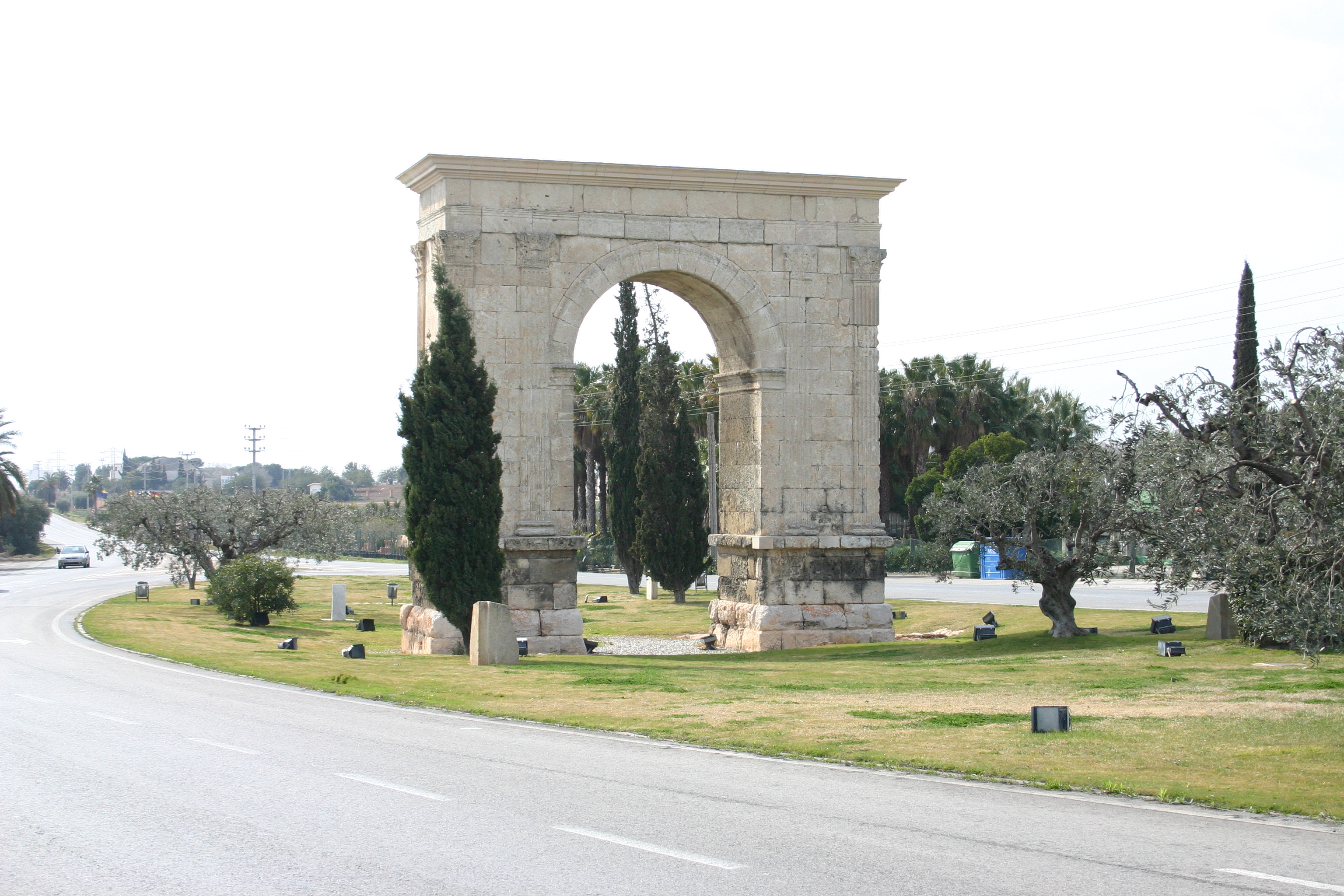
Arco de Berà na Via Augusta.
(hoje estrada nacional espanhola N340)

Trajeto da via

A Via Augusta foi uma estrada romana, a mais longa da Hispânia, com cerca de 1500 km de comprimento. Partia de La Junquera (no sopé dos Pirenéus), onde se ligava à Via Domícia, e seguia até Cádis, seguindo o contorno do mar Mediterrâneo. Ligava as cidades romanas de Tarraco (Tarragona), Valência (Valência), Córduba (Córdova), Híspalis (Sevilha) e Gades (Cádis). Era o eixo principal da rede viária da Hispânia romana. Ao longo dos séculos, recebeu nomes diversos, como a Via de Hércules (Via Hercúlea), Via Heráclea, Caminho de Aníbal, etc. Foi o imperador Augusto que lhe deu o nome, após as reparações feitas durante a sua época, entre os anos de 8 a.C. a 2 a.C.. Converter-se-ia numa importante via de comunicação e comércio entre as cidades, províncias e portos do Mediterrâneo ocidental.
Hoje parte das estradas N-IV, N-420 e N-340, e ainda algumas autoestradas, seguem quase em coincidência o percurso da antiga Via Augusta.

## Itinerário
- Gades (Cádis)
- Porto Gaditano
- Roteia (Rota)
- Úgia (Torre Alocaz, Utrera)
- Óripo (Dos Hermanas)
- Híspalis (Sevilha)
- Carmo (Carmona, Sevilha)
- Óbucla ou Obúlcula (La Monclova, Fuentes de Andalucía)
- Colônia Augusta Firma Ástigis (Écija, Sevilha)
- Córduba (Córdoba)
- Ilíturgis (Mengíbar), onde cruzava o rio Bétis (rio Guadalquivir), que ainda conserva oito dos arcos originais romanos.[1]
- Mentesa Oretana (Villanueva de la Fuente)
- Saltigi (Chinchilla de Monte-Aragón)
- Libisosa (Lezuza)
- Nova Cartago (Cartagena)
- Sétabis (Játiva)
- Valência
- Sagunto
- Dertosa (Tortosa)
- Tarraco (Tarragona)
- Aquis Vocontis (Caldes de Malavella)
- Gerunda (Girona)
- Em La Junquera, ligava à Via Domícia, em Le Perthus então Sumo Pireneu.

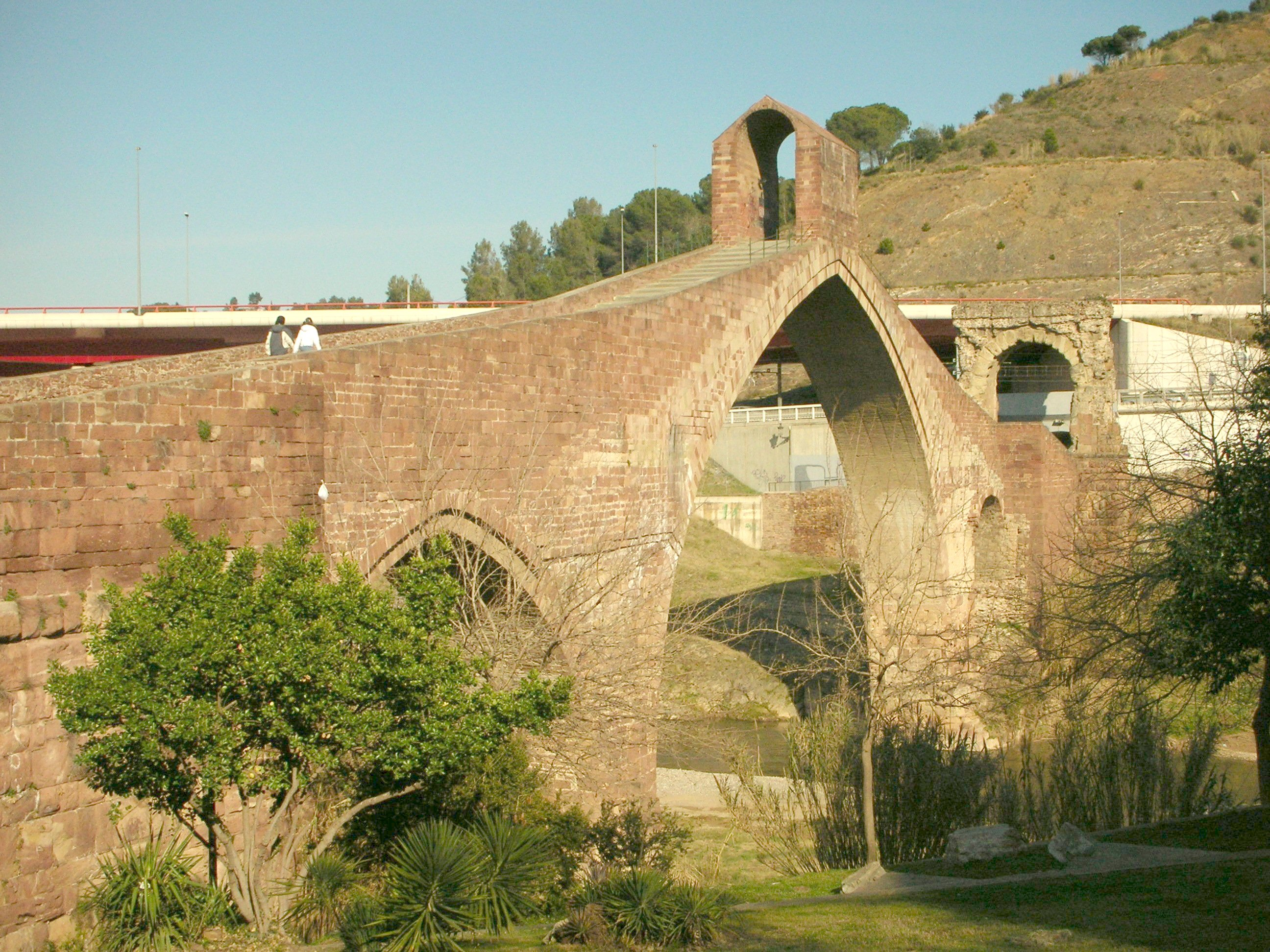
Ponte do Diabo perto de Martorell (reconstrução da ponte gótica de 1289, sucessora da ponte romana sobre o rio Llobregat)

- Narbo Márcio (Narbona)